# Oskar Sala
Oskar Sala (* 18. Juli 1910 in Greiz; † 26. Februar 2002 in Berlin) war ein deutscher Komponist und – zusammen mit Friedrich Trautwein – der Erfinder und Entwickler des Trautoniums, eines der ersten elektronischen Musikinstrumente. Als Solist spielte er auf dem Trautonium unter anderem Kompositionen von Paul Hindemith und Harald Genzmer.

## Biografie

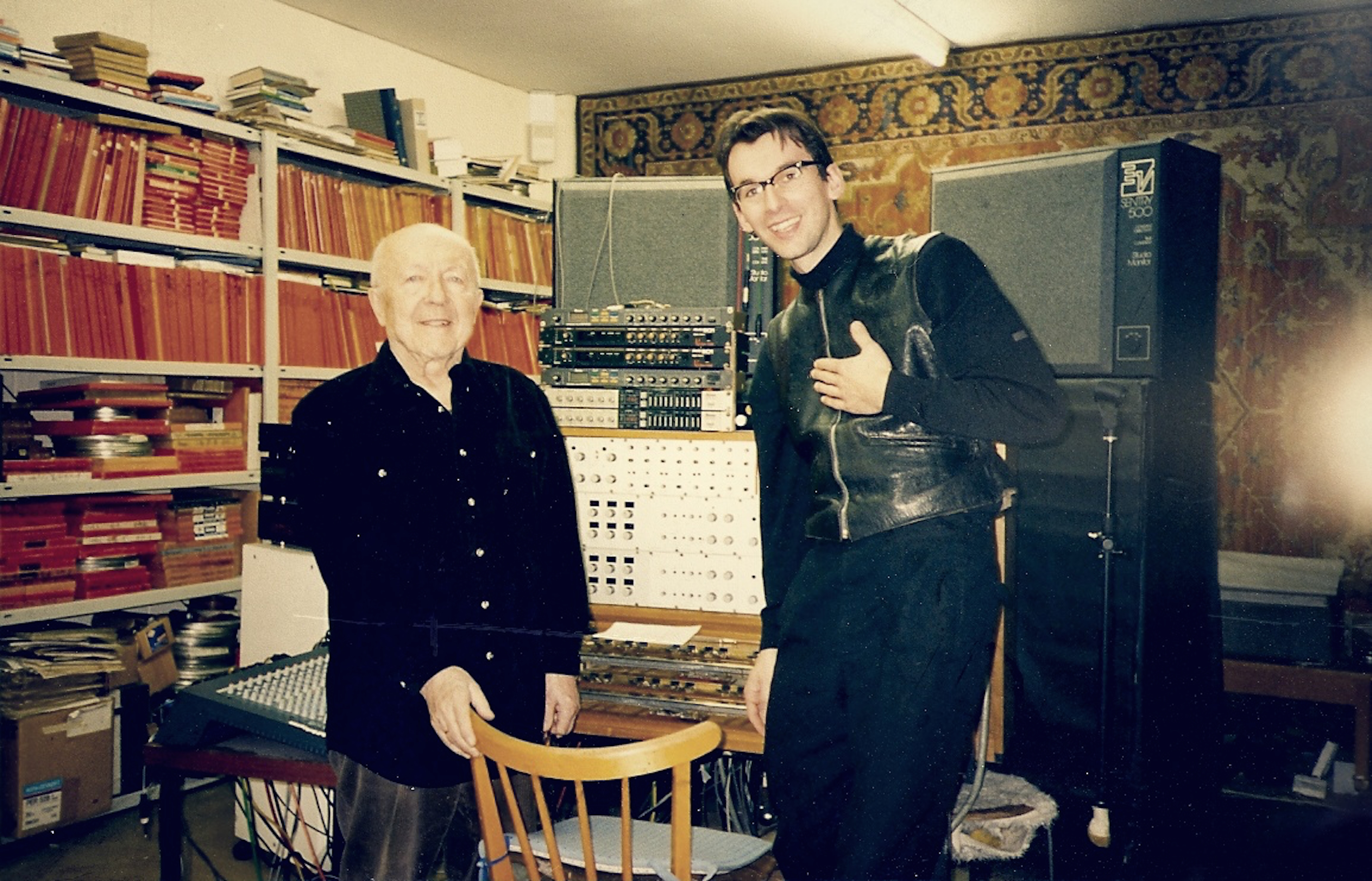
Oskar Sala (links) und Peter Pichler in Salas Studio 1996

Sala, geboren in Thüringen als Sohn von Annemarie Sala, geborene Stier, und des Augenarztes Paul Sala, war einer der Musikpioniere des 20. Jahrhunderts. Anfangs interessierte er sich für eine Karriere als Pianist. Das Musikstudium, das er nach dem 1929 absolvierten Abitur im gleichen Jahr in Berlin aufnahm und 1935 abschloss, führte zu einer Wende seiner Laufbahn und der elektronischen Musik.
Paul Hindemith, Salas Lehrer in Kompositionslehre an der Berliner Musikhochschule, machte seinen Schüler 1930 mit dem an der Naturwissenschaftlichen Universität in Berlin als Professor lehrenden Ingenieur Friedrich Trautwein bekannt, bei dem Sala von 1931 bis 1936 Physik studierte. Gemeinsam entwickelten sie das Trautonium, eines der ersten elektronischen Instrumente, Parallelentwicklung zum Theremin und Ondes Martenot und Vorläufer des Synthesizers – ein Gerät, mit dem man nicht nur herkömmliche Musikinstrumente nachahmen, sondern Vokale, Tierstimmen und synthetische Klänge (Subharmonische) erzeugen kann. Durch die Spielweise (stufenloses Spiel auf einer bzw. zwei Saiten) erlaubte das Trautonium im Gegensatz zu einem Keyboard völlig andere Ausdrucksmöglichkeiten. Da die Tonhöhe durch den physischen Griffpunkt auf der Saite definiert wurde, gab es keine festgelegte Stimmung, und es waren Glissandi möglich. Mit Hindemiths Triostück für drei Trautonien wurde das Instrument 1930 der Öffentlichkeit vorgestellt.
Im Jahr 1935 schuf er das Rundfunktrautonium, 1938 konstruierte er ein Konzerttrautonium. Er widmete sein Leben dem Trautonium, ging mit dem unhandlichen Gerät auf Tournee durch Europa, hatte eigene Rundfunksendungen, „begleitete“ herkömmliche Konzerte und komponierte eigens für sein neues Instrument. Berühmte zeitgenössische Komponisten wie Hindemith komponierten für das Trautonium. Richard Strauss und Arthur Honegger bezogen es in Konzerte ein und förderten damit indirekt seine Entwicklung.
In den Jahren 1940 und 1954 spielte Sala bei den Berliner Philharmonikern. Während des Krieges schrieb Sala die Musik zu einem 17-minütigen Zeichentrickfilm, der unter dem Titel Armer Hansi 1944 in die Kinos kam. Unter anderem wirkten die Zeichner e.o. plauen und Manfred Schmidt dabei mit. Sala wurde zweimal zum Kriegsdienst eingezogen. Nachdem er das erste Mal direkt nach der Ausbildung seine musikalische Tätigkeit wieder aufnehmen konnte, wurde er 1944 nach Ostpreußen verlegt und überlebte nach eigenen Angaben als einziger seiner Truppe, weil er an Silvester 1944 sein Bierglas zerbrach und mit einer Fingerverletzung ins Lazarett verlegt wurde.

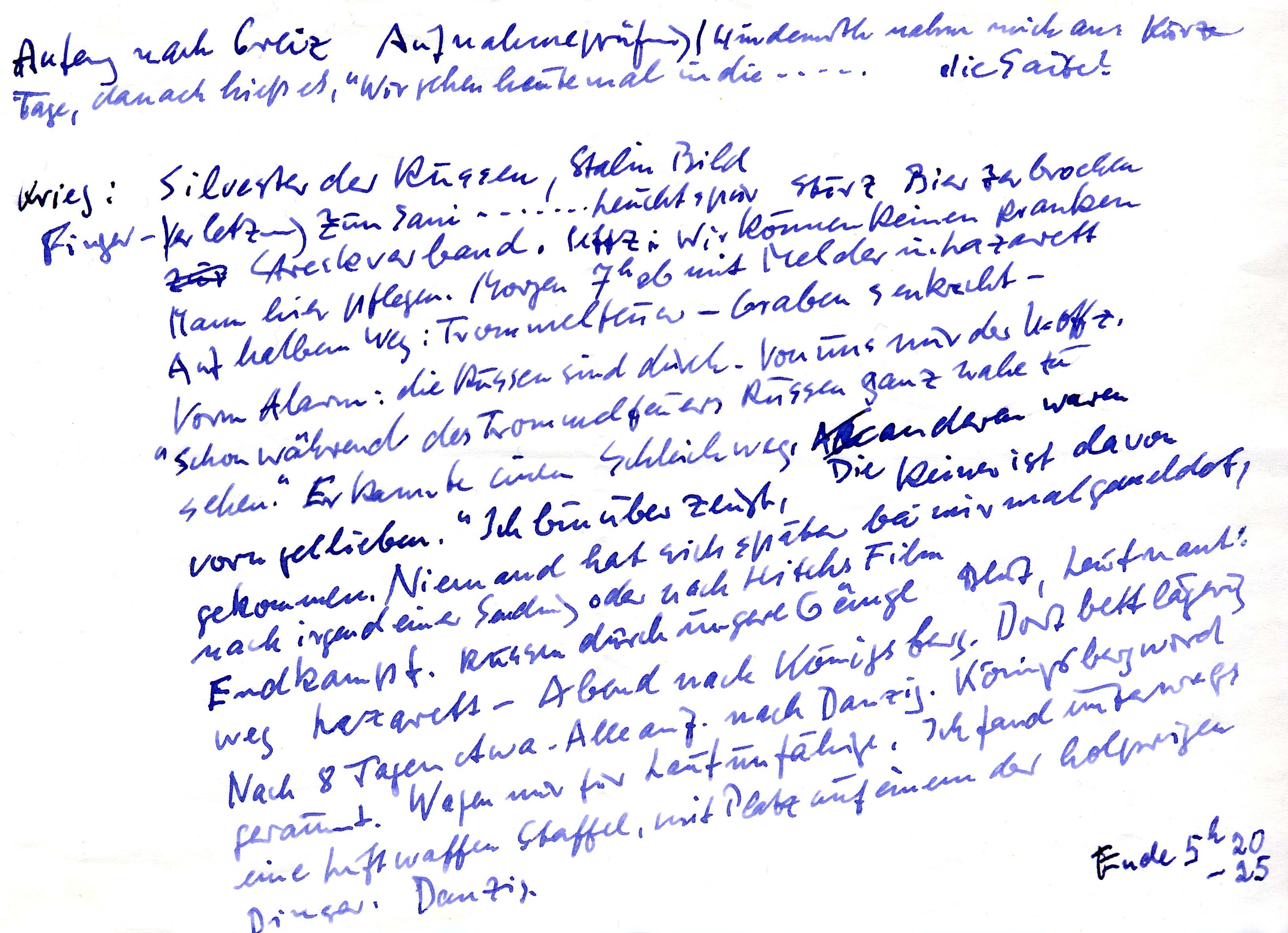
Oskar Sala Autograph

Nach dem Krieg entwickelte Sala 1948 bis 1952 das Mixturtrautonium, für das er ein eigenes Patent in Deutschland, Frankreich und in den Vereinigten Staaten von Amerika erhielt, und schrieb Kompositionen für den Film, vor allem für preisgekrönte Dokumentar- und Industriefilme; über 300 Produktionen dieser Art entstanden. Am bekanntesten wurde Salas Produktion für den Film Die Vögel von Alfred Hitchcock im Jahre 1963: Die angsterregenden Vogelschreie entstanden nicht in Hollywood, sondern in einem Berliner Hinterhof an Salas Trautonium, wo er ab 1958 in Charlottenburg über ein eigenes Studio verfügte. Auch in den Edgar-Wallace-Filmen Der Fluch der gelben Schlange (1962) und Der Würger von Schloß Blackmoor (1963) erklang seine – für diese Serie eher ungewöhnliche – Filmmusik. In dem Film Anders als du und ich (§ 175) (1957) ist Salas Instrument im Spiel zu sehen.
Am 29. Mai 1960 fand die Uraufführung Paean im Rahmen einer Ballettveranstaltung im Theater des Westens statt, zu der er zusammen mit Remi Gassmann die Musik schrieb. Sala nahm die elektronische Steuerung persönlich vor.
Doch der Ruhm Salas reduzierte sich nicht auf Vergangenes: Bis zu seinem Tod arbeitete er als Komponist in Berlin, lud gerne Musikprofessoren und andere Gäste zu sich nach Hause ein, hielt Vorträge und konzertierte, z. B. 1991 live auf der Osnabrücker KlangArt. Außerdem durfte er noch die Nachwirkungen seiner Sound-Erfindung erleben: moderne Musiker wie die Gruppe Kraftwerk, deren Gründungsmitglied Florian Schneider-Esleben das Vorwort zu einem 2000 erschienenen Bildband über Oskar Sala schrieb (Autor: Peter Badge), berufen sich auf Oskar Sala als Wegbereiter einer Musikrichtung, die von der Avantgarde den Weg in die Popularität fand. Noch 1999 wurde in Karlsruhe seine Musik live während der Sonnenfinsternis gespielt.

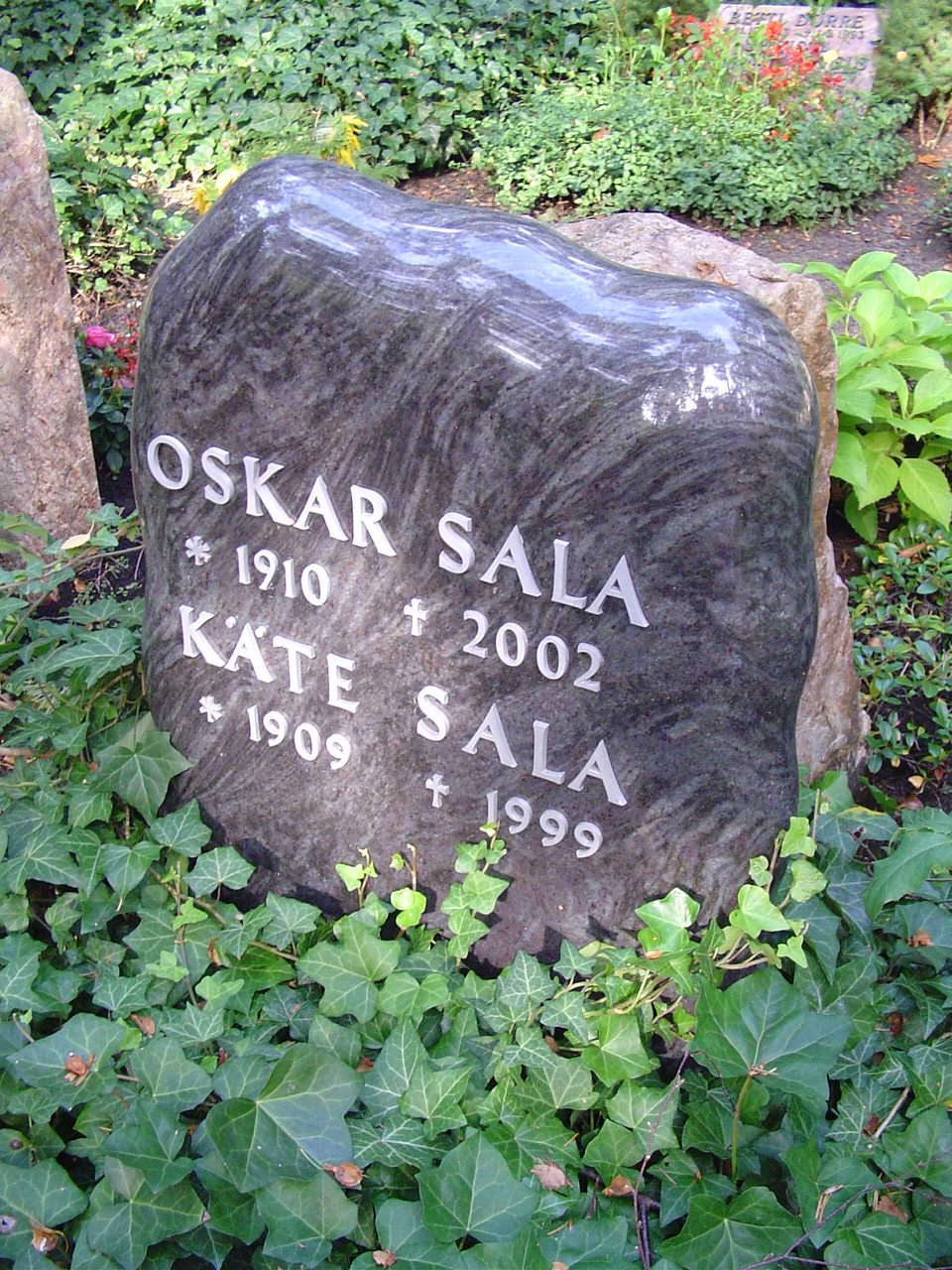
Grab von Oskar und Käthe Sala auf dem Berliner Friedhof Heerstraße

Oskar Sala, der 1987 mit dem Filmband in Gold für langjähriges und hervorragendes Wirken im deutschen Film ausgezeichnet worden war, war evangelisch, ab 1938 mit Käte Sala, geborene Schenderlein, verheiratet, lebte in Berlin und starb in der Nacht vom 26. auf den 27. Februar 2002 in Berlin 91-jährig. Sein Grab befindet sich auf dem landeseigenen Friedhof Heerstraße im Berliner Ortsteil Westend (Grablage: II-Ur 3-224). Anlässlich seines Todes änderte Radio Jena, das lokale Hörfunkprogramm für Ostthüringen, am 27. Februar 2002 sein Programm und sendete einen zuvor aufgezeichneten zweistündigen Werkstattbericht, in dem Sala am Mixtur-Trautonium noch einmal seine besten Kompositionen zu Gehör gab. Seither wird diese Sendung in Salas Geburts-Bundesland jedes Jahr an seinem Todestag wiederholt.
Für seinen Film Star Wars: Episode III – Die Rache der Sith forderte George Lucas ein Trautonium an, um darauf bestimmte, auf anderen elektronischen Musikinstrumenten nicht reproduzierbare Klänge zu kreieren. Sein letztes zweimanualiges Mixturtrautonium auf Halbleiter-Basis befindet sich im Musikinstrumenten-Museum Berlin; das Instrument wurde 1998 von der Fachhochschule der Deutschen Bundespost Berlin als Leihgabe zur Verfügung gestellt. Salas Eigenkonstruktionen, nämlich sein 1940 fertiggestelltes Konzerttrautonium und sein 1952 fertiggestelltes Mixturtrautonium befinden sich im Deutschen Museum München. Oskar Sala war der Letzte und Einzige, der diese Instrumente virtuos spielen konnte.
Zu seinem 112. Geburtstag widmete die Suchmaschine Google Sala ein Doodle.

## Weitere Ehrungen und Auszeichnungen
- 1960: Grand Prix Rouen
- 1962: Der Fächer (BASF), Musikpreis Industrieforum Berlin
- 1963: A fleur d’eau, Goldene Palme Cannes

## Musikalisches Vermächtnis
Sala unterrichtete nicht. Daher verschwand das Trautonium weitgehend im Museum. Seit einigen Jahren allerdings widmet sich Peter Pichler, Musiker und Künstler aus München, intensiv dem Instrument. Er spielt live auf Nachbauten von Salas Instrumenten sowohl die Originalkompositionen als auch neue klassische Musik und Filmmusik.
Die VIVA Sendung Berlin House widmete Oskar Sala in den 1990er Jahren eine ganze Sendung.

## Diskografie
- mit Remi Gassmann: „Electronics“ (Remi Gassmann: Electronic Music for the Ballet & Oskar Sala: Five Improvisations for Magnetic Tape), 1962.
- „Electronic Virtuosity For Selected Sound“, 1969.
- „Resonanzen“ (Suite für elektronisches Schlagwerk), 1970.
- „Elektronische Filmmusik von Oskar Sala“, 1971.
- „Musique stéréo pour orchestre électronique en 5 Parties“, 1972.
- mit Harald Genzmer: „Electronique et Stereophonie“, 1979.
- „Elektronische Impressionen“ (œuvres de Paul Hindemith : 7 Triostücke für 3 Trautonium, Konzertstücke für Trautonium und Streicher + Oskar Sala : Elektronische Impressionen), 1979.
- „Hindemiths Trautoniumkompositionen“, 1980.
- Paul Hindemith „Konzert für Orgel + 7 Stücke für 3 Trautonien + Konzertstück für Trautonium“, 1980.
- „Electronic Kaleidoscope“, 1983. LP mit Filmmusikbeispielen
- mit Harald Genzmer: „Konzerte mit Orchester für Trautonium und Mixturtrautonium“, (WERGO) 1984/1985.
- „Die dreißiger Jahre“ (inkl. Paul Hindemith: „Langsames Stück“), 1989.
- mit Harald Genzmer: „Trautonium-Konzerte“, 1991.
- mit Matthias Becker: „Synthesizer von Gestern“, 1992.
- mit Matthias Becker und Claudius Bruse: „Synthesizer von Gestern – Vol 2 und 3“, 1994.
- „Resonanzen“ (Ré-édition auf Vinyl u. a. mit: Tanzstück mit Schlagwerk-Solo, Agitato, In leichtem Marsch-Rhythmus, Meditation, Interludium mit kleinen Schlagwerkeffekten, Echo-Strukturen, Improvisation für elektronisches Schlagwerk, Resonanzen), 1995.
- „My Fascinating Instrument“ (u. a. mit: Fantasie-Suite in drei Sätzen für Mixturtrautonium solo, Largo, Fanfare, Impression électronique und Elektronische Tanzsuite), 1990.
- „Subharmonische Mixturen“ (u. a. mit: Langsames Stück für Orchester, Rondo für Trautonium, Sechs Capricen, Chaconne Electronique und Ausschnitte aus: Der Würger von Schloss Blackmore), 1997.
- „Der Trautonium-Spieler Oskar Sala“ (Dokumentation/MDR Kultur), 1997.
- Paul Hindemith, „7 Triostücke für 3 Trautonium, Konzertstück für Trautonium + Oskar Sala: Elektronische Impressionen“, 1998.
- „Ohne Jahresangabe / Without year“ (Elektronische Filmmusik), 1998.
- „Concertando Rubato“ (Ausschnitte einer elektronischen Tanzsuite in der Schallplattenserie: „The early gurus of electronic music / 1948–1980“), 2000.
- „Ein Werkstattbesuch“ (Dokumentation/Radio Jena), 2002.

## Filmografie
- 1955: Dein Horoskop – Dein Schicksal (Dokumentarfilm)
- 1955: Schneeweißchen und Rosenrot
- 1956: Forschung und Leben – Schöpfung ohne Ende (Dokumentarfilm)
- 1957: Anders als du und ich
- 1960: Stahl. Thema mit Variationen (Mannesmann)[7]
- 1962: Alvorada – Aufbruch in Brasilien (Dokumentarfilm)
- 1963: Der Fluch der gelben Schlange
- 1963: Die Vögel (The Birds)
- 1963: Der Würger von Schloss Blackmoor
- 1964: Korallen – Skulpturen der Meere (Dokumentarfilm)
- 1964: Die Todesstrahlen des Dr. Mabuse
- 1967: Make Love Not War – Die Liebesgeschichte unserer Zeit
- 1967: Herrliche Zeiten im Spessart
- 1971: Unterwegs nach Kathmandu
- 1976: Eine Reise zum Mond (mit NASA-Bildmaterial)
- 1991: Gestern war heute noch morgen – Planet Erde (Dokumentarfilm)
- 1992: Das letzte U-Boot
- 1993: Das war die DDR (Dokumentarserie des MDR)
- 1998: Kiss My Blood
- 1999: Oskar Sala – Die vergangene Zukunft des Klanges (Dokumentarfilm)

## Buchveröffentlichungen
- Experimentelle und theoretische Grundlagen des Trautoniums, Frequenz. 1948/1949.
- Subharmonik elektrischer Klangsynthesen, Klangstruktur der Musik. 1955.
- Mixturtrautonium und Studiotechnik. 1962.